# Камениця-Дольна
Камениця-Дольна (пол. Kamienica Dolna) — село в Польщі, у гміні Бжостек Дембицького повіту Підкарпатського воєводства.
Населення — 528 осіб (2011).
У 1975-1998 роках село належало до Тарновського воєводства.

## Демографія
Демографічна структура станом на 31 березня 2011 року:
|          | Загалом | Допрацездатний вік | Працездатний вік | Постпрацездатний вік |
| -------- | ------- | ------------------ | ---------------- | -------------------- |
| Чоловіки | 272     | 74                 | 175              | 23                   |
| Жінки    | 256     | 56                 | 144              | 56                   |
| Разом    | 528     | 130                | 319              | 79                   |